# Tweede Kamerverkiezingen in het kiesdistrict Harlingen

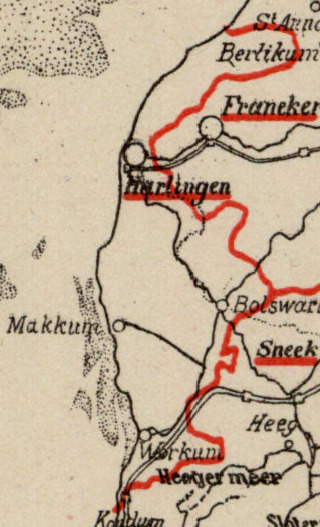
Kiesdistrict Harlingen (1888)

Tweede Kamerverkiezingen in het kiesdistrict Harlingen (1888-1918) geeft een overzicht van verkiezingen voor de Nederlandse Tweede Kamer in het kiesdistrict Harlingen in de periode 1888-1918.
Het kiesdistrict Harlingen werd ingesteld na de grondwetsherziening van 1887. Tot het kiesdistrict behoorden de volgende gemeenten: Barradeel, Bolsward, Harlingen, Hindeloopen, Wonseradeel en Workum.
Het kiesdistrict Harlingen vaardigde in dit tijdvak per zittingsperiode één lid af naar de Tweede Kamer. 
Legenda
- cursief: in de eerste verkiezingsronde geëindigd op de eerste of tweede plaats, en geplaatst voor de tweede ronde;
- vet: gekozen als lid van de Tweede Kamer.

## 6 maart 1888
De verkiezingen werden gehouden na vervroegde ontbinding van de Tweede Kamer.
|                       | 6 maart |
| --------------------- | ------- |
| Kiesgerechtigden      | 3.429   |
| Opkomst               | 3.193   |
| Geldige stemmen       | 3.182   |
| Blanco stemmen        | 8       |
| Kandidaten            |         |
| W.M. Oppedijk         | 1.756   |
| A. Buma               | 1.407   |
| S. van Heemstra       | 295     |
| F. Domela Nieuwenhuis | 30      |

## 9 juni 1891
De verkiezingen werden gehouden na ontbinding van de Tweede Kamer.
|                     | 9 juni |
| ------------------- | ------ |
| Kiesgerechtigden    | 3.367  |
| Opkomst             | 2.903  |
| Geldige stemmen     | 2.887  |
| Blanco stemmen      | 10     |
| Kandidaten          |        |
| W.M. Oppedijk       | 1.502  |
| H. Goeman Borgesius | 1.174  |
| O. Stellingwerf     | 204    |

## 4 april 1893
Walle Melis Oppedijk, gekozen bij de verkiezingen van 9 juni 1891, overleed op 10 maart 1893. Om in de ontstane vacature te voorzien werd een tussentijdse verkiezing gehouden. 
|                  | 4 april | 18 april |
| ---------------- | ------- | -------- |
| Kiesgerechtigden | 3.309   | 3.309    |
| Opkomst          | 2.607   | 2.730    |
| Geldige stemmen  | 2.590   | 2.676    |
| Blanco stemmen   | 14      | 40       |
| Kandidaten       |         |          |
| T. Heemskerk     | 1.281   | 1.366    |
| A. Bouman        | 883     | 1.310    |
| M.W.F. Treub     | 323     |          |
| L.W. de Vries    | 86      |          |

## 10 april 1894
De verkiezingen werden gehouden na vervroegde ontbinding van de Tweede Kamer.
|                  | 10 april | 24 april |
| ---------------- | -------- | -------- |
| Kiesgerechtigden | 3.291    | 3.291    |
| Opkomst          | 2.496    | 2.516    |
| Geldige stemmen  | 2.474    | 2.472    |
| Blanco stemmen   | 20       | 39       |
| Kandidaten       |          |          |
| A. Bouman        | 925      | 1.335    |
| T. Heemskerk     | 904      | 1.133    |
| U.H. Huber       | 629      |          |

## 15 juni 1897
De verkiezingen werden gehouden na ontbinding van de Tweede Kamer.
|                           | 15 juni | 25 juni |
| ------------------------- | ------- | ------- |
| Kiesgerechtigden          | 5.679   | 5.679   |
| Opkomst                   | 4.462   | 4.785   |
| Geldige stemmen           | 4.339   | 4.723   |
| Blanco stemmen            | 123     | 62      |
| Kandidaten                |         |         |
| A. Bouman                 | 1.019   | 2.472   |
| T.A.J. van Asch van Wijck | 1.758   | 2.251   |
| J.T. de Visser            | 999     |         |
| W.P. Zeilmaker            | 563     |         |

## 14 juni 1901
De verkiezingen werden gehouden na ontbinding van de Tweede Kamer.
|                  | 14 juni |
| ---------------- | ------- |
| Kiesgerechtigden | 6.034   |
| Opkomst          | 5.353   |
| Geldige stemmen  | 5.308   |
| Blanco stemmen   | 45      |
| Kandidaten       |         |
| J. Schokking     | 2.978   |
| A. Bouman        | 2.332   |

## 10 oktober 1901
De verkiezing van 14 juni 1901 werd ongeldig verklaard vanwege onregelmatigheden, als gevolg waarvan een naverkiezing gehouden werd.
|                  | 10 oktober |
| ---------------- | ---------- |
| Kiesgerechtigden | 6.034      |
| Opkomst          | 5.118      |
| Geldige stemmen  | 5.071      |
| Blanco stemmen   | 47         |
| Kandidaten       |            |
| J. Schokking     | 2.973      |
| H.P. de Kanter   | 1.245      |
| W.P. Zeilmaker   | 853        |

## 16 juni 1905
De verkiezingen werden gehouden na ontbinding van de Tweede Kamer.
|                  | 16 juni |
| ---------------- | ------- |
| Kiesgerechtigden | 7.179   |
| Opkomst          | 6.584   |
| Geldige stemmen  | 6.522   |
| Blanco stemmen   | 62      |
| Kandidaten       |         |
| J. Schokking     | 3.645   |
| L.W.J.K. Thomson | 2.277   |
| A.van der Heide  | 600     |

## 11 juni 1909
De verkiezingen werden gehouden na ontbinding van de Tweede Kamer.
|                  | 11 juni |
| ---------------- | ------- |
| Kiesgerechtigden | 7.480   |
| Opkomst          | 6.368   |
| Geldige stemmen  | 6.297   |
| Blanco stemmen   | 71      |
| Kandidaten       |         |
| J.T. de Visser   | 3.728   |
| L.W.J.K. Thomson | 1.784   |
| H.A.J. van Wijhe | 785     |

## 23 juni 1909
Johannes de Visser was bij de verkiezingen van 11 juni 1909 gekozen in twee kiesdistricten, Harlingen en Leiden. Hij opteerde voor Leiden, als gevolg waarvan in Harlingen een naverkiezing gehouden werd.
|                  | 23 juni |
| ---------------- | ------- |
| Kiesgerechtigden | 7.480   |
| Opkomst          | 5.771   |
| Geldige stemmen  | 5.712   |
| Blanco stemmen   | 59      |
| Kandidaten       |         |
| J. Ankerman      | 3.331   |
| A. Plate         | 1.716   |
| A. van der Heide | 665     |

## 17 juni 1913
De verkiezingen werden gehouden na ontbinding van de Tweede Kamer.
|                        | 17 juni |
| ---------------------- | ------- |
| Kiesgerechtigden       | 7.991   |
| Opkomst                | 7.192   |
| Geldige stemmen        | 7.121   |
| Blanco stemmen         | 71      |
| Kandidaten             |         |
| J. Ankerman            | 3.697   |
| J.H. Anema             | 1.730   |
| A.D.H. Fockema Andreae | 1.694   |

## 15 juni 1917
De verkiezingen werden gehouden na ontbinding van de Tweede Kamer.
|                  | 15 juni |
| ---------------- | ------- |
| Kiesgerechtigden | 8.325   |
| Kandidaten       |         |
| J. Ankerman      |         |

De zeven in de vorige Tweede Kamer vertegenwoordigde partijen hadden afgesproken in elkaars kiesdistricten geen tegenkandidaten te stellen. Ankerman was derhalve de enige kandidaat; hij werd zonder nadere stemming gekozen verklaard.

## Opheffing
De verkiezing van 1917 was de laatste verkiezing voor het kiesdistrict Harlingen. In 1918 werd voor verkiezingen voor de Tweede Kamer overgegaan op een systeem van evenredige vertegenwoordiging met kandidatenlijsten van politieke partijen.